# FK Minija (2017)
FK Minija ist ein litauischer Fußballverein aus Kretinga.
Der junge Verein spielt derzeit in der 1 Lyga, der zweithöchsten litauischen Liga.

## Geschichte
Der Verein wurde 2017 unter dem Namen F.K. Minija gegründet.

## Platzierungen (seit 2017)
| Saisons | Div. | Līga                 | Platz | @           | Notering                            |
| ------- | ---- | -------------------- | ----- | ----------- | ----------------------------------- |
| 2017    | 3.   | Antra lyga (Vakarai) | 3.    | [ 2 ]       |                                     |
| 2018    | 3.   | Antra lyga (Vakarai) | 1.    | [ 3 ]       | ▲ Aufsteiger in die Pirma lyga 2019 |
| 2019    | 2.   | Pirma lyga           | 8.    | [ 4 ]       |                                     |
| 2020    | 2.   | Pirma lyga           | 10.   | [ 5 ]       |                                     |
| 2021    | 2.   | Pirma lyga           | 11.   | [ 6 ] [ 7 ] |                                     |
| 2022    | 2.   | Pirma lyga           | 11.   | [ 8 ]       |                                     |
| 2023    | 2.   | Pirma lyga           | 6.    | [ 9 ]       |                                     |

## Farben
| 2017 Heim | 2017 Auswärts | 2018 Heim | 2018 Auswärts | 2021 Heim | 2021 Auswärts |

## Trainer
- Vaidas Liutikas, 2017.
- Arvydas Balsevičius, 2017.[10]
- Valdas Trakys, 2019–2020.[11]
- Gvidas Juška, 2020−2021.[12]
- Darius Žindulis, seit Januari 2022
- Tjago Bomfim da Silva, seit Februari 2023